# Joseph Ackermann
Pour les articles homonymes, voir Ackermann.
Ne pas confondre avec le banquier suisse Joseph ( Josef ) Ackermann.
Ne pas confondre avec le membre de la SA Josef Ackermann (1905-1997).
Joseph Ackermann, né le 16 février 1901 à Bulle et mort le 5 mai 1987 à Fribourg, est une personnalité politique suisse, membre du parti conservateur.

## Biographie
Il est le père du journaliste Guy Ackermann[réf. nécessaire].

## Sources
- Georges Andrey, John Clerc, Jean-Pierre Dorand et Nicolas Gex, Le Conseil d’État fribourgeois : 1848-2011 : son histoire, son organisation, ses membres, Fribourg, Éditions La Sarine, 2012, 143 p. (ISBN 978-2-88355-153-4, lire en ligne), p. 79
- Annuaire des autorités fédérales, annuaire du canton de Fribourg, presse du 6 mai 1987.
- Georges Andrey, « Ackermann, Joseph » dans le Dictionnaire historique de la Suisse en ligne, version du 6 mars 2001.